# La Jonquera
La Jonquera (nicht mehr amtliche spanische Bezeichnung La Junquera) ist eine katalanische Gemeinde in der Provinz Girona im Nordosten Spaniens. Sie liegt in den Pyrenäen in der Comarca Alt Empordà.

## Geographische Lage
La Jonquera liegt etwa 57 Kilometer nördlich der Provinzhauptstadt Girona in einer strategisch wichtigen Lage an der Grenze zu Frankreich. Auf die Bedeutung als Grenzstadt zur Zeit der Römer, im Mittelalter und heute weisen Festungsanlagen wie die Requesens-Festung und die Katalanische Pforte. Dort liegt auch der Grenzübergang zu Frankreich. Früher passierte die Via Augusta hier an einer günstigen Passstelle die Pyrenäen, heute führen in der Nähe die Nationalstraße N II und die Autobahn Autopista AP-7 (Teil der Europastraße 15) entlang. Damit fließt über diese Straßenverbindungen nahezu der gesamte Straßenverkehr zur Costa Brava.
Der Dolmen Estanys III und die Menhire dels Estanys stehen in La Jonquera.

## Geschichte

### Mittelalter, Neuzeit
Im Jahre 1285 endete hier die südliche Expansion der französischen königlichen Truppen. Der Pyrenäenfriede von 1659 zwischen Spanien und Frankreich schrieb die Grenze bei La Jonquera fest, was auch noch heute für den Ort von Bedeutung ist. Der Ort war jahrhundertelang ein Zentrum des Handels, aber auch des Schmuggels zwischen Spanien und Frankreich.

### Gegenwart
Das spanische La Jonquera bildet mit dem französischen Le Perthus einen Doppelort, in dem sich auf spanischer Seite das steuerbegünstigte Gebiet Els Limits zu einem Anziehungspunkt für französische Käufer entwickelt hat. Täglich passieren tausende französische Autos den Ort,  wo günstig Alkohol, Tabak oder andere Waren sowie auch sexuelle Dienstleistungen gekauft werden. Am 21. Oktober 2010 wurde im Ort mit 80 Zimmern das damals größte Bordell Europas eröffnet; Sexarbeiterinnen besonders aus Rumänien arbeiteten dort. Gegen den Willen des Gemeinderates und des Bürgermeisters wurde die Baugenehmigung vor Gericht erstritten. Die Prostitution in Frankreich ist seit 2016 stark reglementiert und Bordelle verboten.

## Interessante Orte
- Albera Naturstätte von nationalem Interesse
- Jonquera-Teiche
- Exile Memorial Museum (MUME)
- Pfarrkirche Santa Maria, Ende des 18. Jahrhunderts (Fassade aus dem 15. Jahrhundert).
- Im Panissars-Pass befinden sich die Überreste eines mittelalterlichen Benediktinerklosters, Santa Maria de Panissars, und die Fundamente eines großen römischen Gebäudes, das mit dem Mansio Summum Pyrenaeum (am Treffpunkt zwischen Via Domitia und Via Augusta) identifiziert wird, sowie die Trophäen des Pompeius errichtet nach dem Sieg über Sertorius.
- Schlösser, die zu Kulturgütern von nationalem Interesse erklärt wurden:
- In der Altstadt von Requesens, die über Cantallops erreichbar ist, befinden sich das Heiligtum Unserer Lieben Frau von Requesens und das Schloss von Requesens, das Ende des 19. Jahrhunderts wieder aufgebaut wurde.
- Ruinen der alten Burg von Rocabertí, ehemaliger Sitz des gleichnamigen Viscounty.
- Das Schloss von Canadal

Romanische Einsiedeleien:
- Sant Jaume de Canadal aus dem 9. Jahrhundert
- Sant Pere del Pla de l'Arca
- Sant Martí del Forn del Vidre aus dem 10. Jahrhundert
- Santa Llúcia de la Jonquera
- Sant Miquel de Solans
- Sant Julià dels Torts aus dem zwölften Jahrhundert.
- Das Casal von Ca l'Armet in der Carrer Major aus der Neuzeit mit Gemälden geschmückten Räumen und einem wichtigen Familienarchiv.
- La Porta Catalana (erbaut von Josep Lluís Sert im Jahr 1982), in der Raststätte Jonquera, an der Autobahn AP7.

Megalithdenkmäler:
- Kanadischer Dolmen
- Dolmen von Mas Baleta I – II – III
- Dolmen der Estanys I – II – III
- Dolmen von Coll de Madàs I – II
- Dolmen der Mesclants
- Dolmen von Plan de l'Arca
- Menhire der Teiche I – II